# Agathe Backer-Grøndahl
Agathe Backer-Grøndahl (noruec: Agathe Backer Grøndahl)  (Holmestrand, 1 de desembre de 1847 - Ormøya, 4 de juny de 1907) fou una pianista i compositora noruega.
Agathe Ursula Backer va néixer a Holmestrand el 1847, en una casa benestant i amant de l'art, com a segona jove de quatre germanes, totes dotades del dibuix i la música. El 1857 es va traslladar amb la seva família a Christiania, on va estudiar amb Otto Winter-Hjelm, Halfdan Kjerulf i Ludvig Mathias Lindeman. Entre 1865 i 1867 va esdevenir alumna de Theodor Kullak i va estudiar composició amb Richard Ferdinand Wüerst a l'Academie der Tonkunst de Berlín, on va viure junt amb la seva germana Harriet Backer. Ella va guanyar fama allà amb la seva interpretació del Concert "Emperador" de Beethoven. Una de referències molt importants sobre la personalitat d’Agathe van ser per part del seu fill pianista, Fridtjof Backer-Grøndahl:
"Participar en concerts era un gran sofriment, gairebé una prova. Quan ella s'asseia a la sala d'artistes, ningú tenia permís de parlar-li. S'asseia molt tranquil·la, profundament seriosa, concentrant-se només en la seva música, per aconseguir la perfecció que era el seu objectiu al llarg de tota la seva vida."
El 1868 debutà amb Edvard Grieg, aleshores de 26 anys, com a director de la "Societat Filharmònica". Una recomanació d'Ole Bull la va portar a estudiar posteriorment amb Hans von Bülow a Florència el 1871. Més tard el mateix any, va actuar a la "Gewandhaus" de Leipzig, convertint-se en alumne de Franz Liszt a Weimar el 1873. El 1875 es va casar amb el cèlebre professor de cant Andreas Grondahl de Christiania, i durant la segona meitat de la dècada de 1870 va construir una destacada carrera de pianista amb una sèrie de concerts als països nòrdics, interpretant també un gran èxit a Londres i París. Van ser diverses vegades les que el compositor Edward Grieg li va demanar interpretar el seu concert per a piano, y Agathe va establir una relació d’amistat i confidencia amb el compositor.
Es va casar amb el director i professor de cant Olaus Andreas Grøndahl (1875), i es coneixia generalment a partir d'aleshores com Agathe Backer Grøndahl. El seu fill Fridtjof Backer-Grøndahl (1885–1959) també va ser un pianista i compositor, que va promocionà les composicions de la seva mare en els seus concerts.
El 1889 i el 1890 va oferir concerts a Londres i Birmingham amb un ampli programa, incloent el concert de piano de Grieg. Després Agathe va ser proclamada una de les artistes de piano més grans del segle per George Bernard Shaw, que també va destacar la sensibilitat, la simetria i l'economia artística de les seves composicions. A l'exposició mundial de París de 1889, va repetir l'èxit amb la seva brillant interpretació del concert de piano de Grieg. Va ser llavors quan va començar a patir problemes nerviosos, tot i que finalment va reprendre la seva carrera artística com a pianista. A la dècada de 1890 va quedar gairebé sorda. Va donar els seus darrers concerts a Suècia i Finlàndia a la tardor de 1901. Després es va retirar a la docència.

## Vida professional

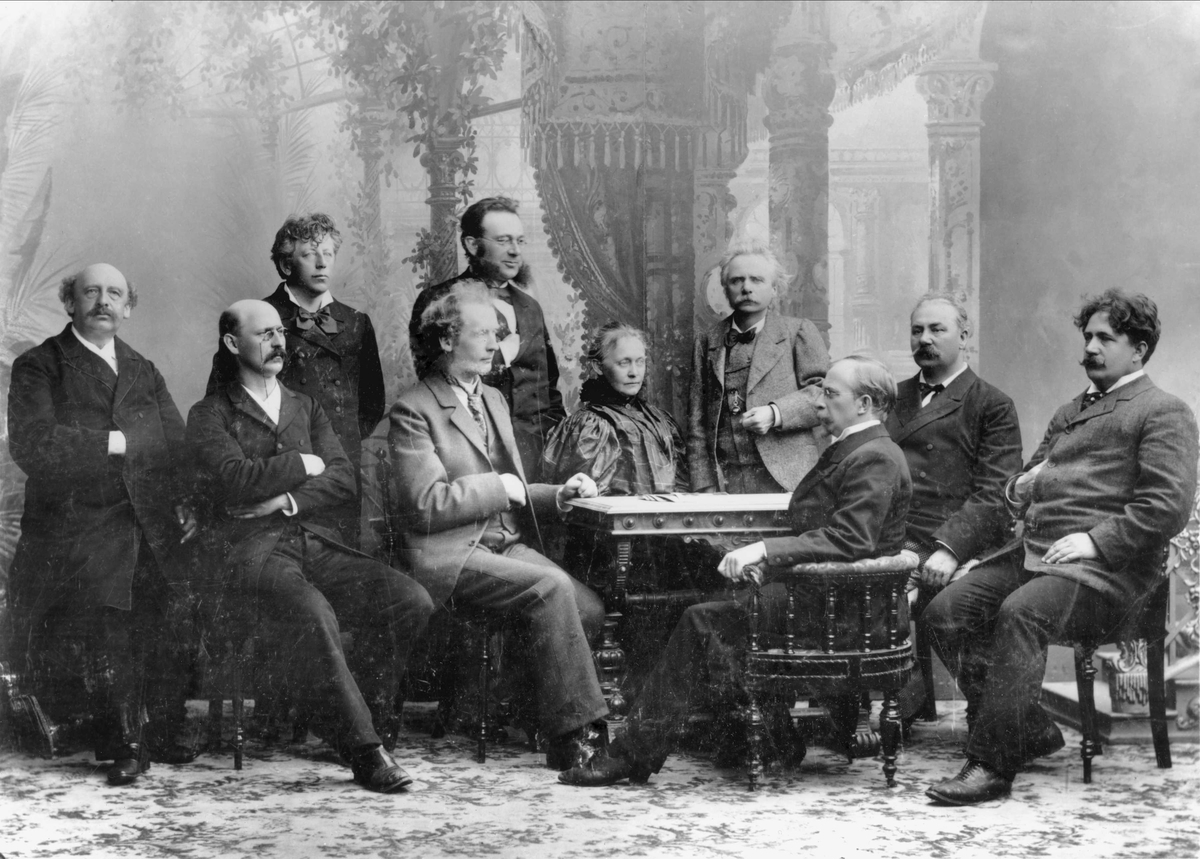
Compositors noruecs al Festival de Música de Bergen

Agathe Backer-Grøndahl va mantenir contacte amb grans compositors de l'època. El mestre alemany Theodor Kullak va ser el seu mentor entre els anys 1865 i 1867. El 1868, la seva primera aparició en públic va tenir lloc a Christiania sota la direcció de l'encara desconegut Edward Grieg, interpretant el paper de solista en el 5è Concert per a piano de Beethoven.
Dos anys després, va tenir l'oportunitat de tocar amb el célebre violinista Ole Bull. Aquest mateix any va realitzar estudis a Itàlia i Alemanya sota la recomanació del propi Bull. Un altre gran mentor de la pianista noruega va ser el compositor i pianista Franz Liszt, qui li va donar classes al Castell d'Altenburg el 1873. Agathe va tenir l'oportunitat d'interpretar les seves pròpies obres aquí, i van ser molt ben rebudes pel seu mentor.
El 1889 i el 1890, Agathe va ser rebuda amb entusiasme a Londres i Birmingham, on va interpretar un extens programa que incloïa el cinquè concert per a piano de Beethoven i, pel desig del mateix Grieg, el concert per a piano en la menor de Grieg, on va rebre una molt bona valoració per part del dramaturg, crític i polemista George Bernard Shaw: "Entre aquells que van causar una gran impressió hi havia George Bernard Shaw, el crític musical més agut d'Anglaterra en aquell moment. Va declarar que era una de les més grans pianistes d'Europa" (Cecilie Dahm, 2004).
Després dels 1890, quan Agathe va tenir problemes de salut, va ser el propi Edward Grieg, ja fidel amic de la compositora, qui li va demanar interpretar el seu concert al festival de Bergen l'any 1898, el qual èxit la va impulsar a seguir interpretant fins a l'any 1901.

## Estil d'ensenyament
Com a professora va tenir un gran èxit i influència. Els seus fills van estudiar sota ella i compten amb els seus alumnes dotats. Va ser l'autora de moltes cançons i una gran quantitat de música per al piano, i tant com a pianista com compositora es troba al capdavant de la música moderna a Noruega. Agathe Backer Grøndahl va morir a casa seva a Ormøya, fora de Christiania, a l'edat de 59 anys. Avui se la recorda sobretot per les seves cançons de piano i cançons.
L'estil compositiu Agathe Backer Grondahl va tenir un paper important en el període sovint anomenat època daurada de la història de la música noruega. Va compondre en total unes 400 peces entre setanta números d'opus i va ser un personatge destacat de l'escena musical noruega; sent un amic íntim d'Edvard Grieg. Les seves anteriors composicions van sintetitzar les idees pianístiques i estilístiques predominants de l'Europa dels anys 1850. En els seus darrers anys, el seu estil va transformar i preveure algunes de les idees impressionistes de principis del segle xx, cosa que va portar a la compositora Pauline Hall a cridar-la el primer realista impressionista noruec.

## Familiars
- Olaus Andreas Grondahl (1847-1923).
- Harriet Backer (1845-1932).
- Inga Lunde (1842-1915), germana d’Agathe, va dedicar-se també al món de la música. Primerament, com a cantant aficionada i després, com a professora de música. Iniciant una gira de concerts per Noruega, Inga i Agathe van actuar plegades el 17 d’octubre de 1873 a Trondheim.
- Margrethe Welhaven (1851-1940) fou la germana menor d’Agathe i Harriet. També se la coneix per ser una pintora important a Noruega i Dinamarca. Margrethe era una artista amb talent el qual la seva famosa germana Harriet admirava.
- Fridtjof Backer-Grøndahl (1885-1959).
- Nils Backer-Grondahl (1877-1975) va ser el segon fill de la família. Va dedicar-se a la medicina, esdevenint doctor al 1911. Més tard, va arribar a ser director del Haukeland Hospital.
- Anders Backer Grondahl (1879-1947) fou l’últim fill d’Agathe i Olaus. Tot i que també va tenir una carrera com a pintor i artista, no hi ha gaire informació sobre la seva vida.

## Obres
Les seves composicions tenen prioritat en el Projecte de Patrimoni Musical, i tots els seus manuscrits musicals que tenim a la Biblioteca Nacional.
| Obres | op |
| Tre sange (Tres cançons)                                                                                        | 1  |
| Fem sange (Cinc cançons)                                                                                        | 2  |
| Fem sange (Cinc cançons)                                                                                        | 3  |
| Syv sange (Set cançons)                                                                                         | 4  |
| Fyra sånger (Quatre cançons)                                                                                    | 5  |
| Seks sange (Sis cançons)                                                                                        | 6  |
| Sommerliv (Vida d'estiu)                                                                                        | 7  |
| Fem sange (Cinc cançons)                                                                                        | 8  |
| Seks ange (Sis cançons)                                                                                         | 9  |
| Vier Gesänge (Quatre cançons)                                                                                   | 10 |
| Fem sånger (Cinc cançons)                                                                                       | 12 |
| Fem sange (Cinc cançons)                                                                                        | 13 |
| Sechs Deutscher Lieder (Sis cançons alemanyes)                                                                  | 14 |
| Trois morceaux (Tres peces)                                                                                     | 15 |
| Fem sange (Cinc cançons)                                                                                        | 16 |
| Sange ved havet (Cançons al mar)                                                                                | 17 |
| Syv folkeviser og romancer (Set cançons populars i romanços)                                                    | 18 |
| Fire skizzer (Quatre esbossos)                                                                                  | 19 |
| Suite | 20 |
| Serenade | 21 |
| Trois etudes pour piano (Tres estudis per a piano)                                                              | 22 |
| Blomstervignetter (Vinyetes florals)                                                                            | 23 |
| Seks idyller for piano (Sis idil·lis per a piano)                                                               | 24 |
| Tre kleverstykker (Tres peces per a piano)                                                                      | 25 |
| Seks sange til texter af Holger Drachmann (Sis cançons amb textos de Holger Drachmann)                          | 26 |
| Sex sange (Sis cançons)                                                                                         | 27 |
| Chant de noces (Cançó de noces)                                                                                 | 28 |
| Ti sange til texter af Vilhelm Krag (Deu cançons amb textos de Vilhelm Krag)                                    | 29 |
| Norske folkeviser og folkedanse (Cançons i danses populars noruegues)                                           | 30 |
| Ti sange til digte af Vilhelm Krag (Deu cançons amb poemes de Vilhelm Krag)                                     | 31 |
| Trois etudes de concert (Tres estudis de concert)                                                               | 32 |
| Norske folkeviser og folkedanse (Cançons i danses populars noruegues)                                           | 33 |
| Norkse folkeviser (Cançons populars noruegues)                                                                  | 34 |
| Tre claverstykker (Tres peces per a piano)                                                                      | 35 |
| Ti fantasistykker (Deu peces de fantasia)                                                                       | 36 |
| Serenade | 37 |
| Tre Ungarske studier (Tres estudis hongaresos)                                                                  | 38 |
| Ti fantasistykker (Deu peces de fantasia)                                                                       | 39 |
| To duetter (Dos duets)                                                                                          | 40 |
| Fem sange (Cinc cançons)                                                                                        | 41 |
| Barnets vaardag (El dia a dia del nen)                                                                          | 42 |
| Åtte kjæmpeviser og tjue folke og skjæmteviser (Vuit cançons heroiques i vint cançons populars i humorístiques) | 43 |
| I blaafjellet (A la muntanya blava)                                                                             | 44 |
| Fantasistykker for piano (Peces de fantasia per a piano)                                                        | 45 |
| Fem sange (Cinc cançons)                                                                                        | 46 |
| Trois etudes de concert Tres estudis de concert)                                                                | 47 |
| To sange fra havet (Dos cançons del mar)                                                                        | 48 |
| Tre sange i moll (Tres cançons en menor)                                                                        | 49 |
| Summer (Estiu)                                                                                                  | 50 |
| Tolf folkeviser og melodier (Dotze cançons i melodies populars)                                                 | 51 |
| Mor synger (La mare canta)                                                                                      | 52 |
| Tre klaverstykker (Tres peces per a piano)                                                                      | 53 |
| Sydover (Cap al sud)                                                                                            | 54 |
| Smaa fantasistykker (Petites peces de fantasia)                                                                 | 55 |
| Ahasversus | 56 |
| Concert-etudes pour piano (Estudis de concert per a piano)                                                      | 57 |
| Concert-etudes pour piano (Estudis de concert per a piano)                                                      | 58 |
| Seks klaverstykker (Sis peces per a piano)                                                                      | 59 |
| Sechs Deutsche Liebeslieder (Sis cançons d'amor alemanyes)                                                      | 60 |
| Prélude et grand menuet (Preludi i gran minuet)                                                                 | 61 |
| Kløvereng (Prat de trèvols)                                                                                     | 62 |
| Lettere fantasistykker for piano (Peces de fantasia més fàcils per a piano)                                     | 63 |
| Deux morceaux de salon (Dues peces de saló)                                                                     | 64 |
| Fire sange (Quatre cançons)                                                                                     | 65 |
| Seks fantasiestykker (Barnlige billeder) (Sis peces de fantasia - Imatges infantils)                            | 66 |
| Fierstemmige sange (Cançons a quatre veus)                                                                      | 67 |
| To klaverstykker (Dos peces per a piano)                                                                        | 68 |
| Tre klaverstykker (Tres peces per a piano)                                                                      | 69 |
| Endnu et streif kun af sol (Només un altre raig de sol)                                                         | 70 |

Barnets Vaardag Op. 42
El cicle de cançons "Barnets Vaardag Op. 42" (El dia de primavera del nen), compost per Agathe Backer-Grøndahl i publicat el 1899, utilitza els textos d'Andreas Jynge, un poeta noruec. Aquestes vuit cançons exploren les vivències d'un nen durant un dia de primavera, destacant elements com ocells, abelles, flors, matins primaverals i gotes de rosada. La música de Backer-Grøndahl reflecteix aquests temes amb acompanyaments de piano que s'adapten a la veu, i empra una varietat de termes musicals, incloent la pintura tonal, en la Op. 42.
En un concert el 28 d'abril de 1897, Anna Scharffenberg va interpretar les cançons "Un matí de primavera al bosc", "Flors blaves" i "Col·lecció de flors", acompanyada per Ragna Goplen. Després, en els concerts del 17 de novembre de 1898, Dagmar Möller, a qui es dedica el cicle, es va unir a la interpretació, cantant cinc de les vuit cançons. Una versió més completa va ser presentada per Möller el 7 de desembre de 1899, tot i que en aquesta ocasió l'última cançó no va ser interpretada. En ambdós esdeveniments, el compositor va acompanyar Möller en la seva interpretació.
En contrast amb la representació de personatges de la primavera, Backer-Grøndahl dirigeix la seva atenció cap al dia en sí, utilitzant la naturalesa com a element central en aquest cicle de cançons, tot i que tots els textos contenen al·lusions a la naturalesa.
Concert Etudes pour Piano, Op. 58 (1903)
La col·lecció "Concert Etudes pour Piano, Op. 58" és una sèrie de composicions d'Agathe Backer-Grøndahl. Tot i que no està confirmat si ella mateixa els va interpretar en públic, l'editorial danesa Edition Wilhelm Hansen (números 13261/13262) els va publicar el 1903. Aquest volum està dedicat a Viktor Ekroos, espòs de la cantant d'òpera Ilta Ekroos.
Els dos estudis són:
- Estudi No. 1 en fa major, en allegretto, en compàs de 4/4.
- Estudi No. 2 en sol menor, en allegro con fuoco, en compàs de 4/4.

- Agathe Backer-Grøndahl, Barnets Vaardag: Sangcyclus, (Christiania: Brødrene Hals, 1897), 20 – 26
- Backer-Grøndahl, Agathe, 1907, Endnu et Streif Kun Af Sol Op. 70, Plate B.H. 1176A.
- Backer, Theodore (1905). A Biographical Dictionary of Musicians (PDF). Nova York: G. Schirmer. p. 33.
- Dahm, Cecilie (1998). Agathe Backer Grøndahl: komponisten og pianisten. Oslo: Solum. ISBN 8256011521.
- Dahm, C. (2004). AGATHE BACKER GRØNDAHL (1847-1907). Fontes Artis Musicae, 51(2), 191–198. {{format ref}} http://www.jstor.org/stable/23510550
- Dahm, Cecilie. "Agathe Backer Grøndahl". Store Norske Leksikon (in Norwegian). SNL. Retrieved 23 June 2012.
- Dahm, Cecilie. "Agathe Backer-Grøndahl (1847-1907)". IAML-IASA (International Association of Sound and Audiovisual Archives). Retrieved 29 juny 2012.
- Hubbard, W. L. (1908). The American history and encyclopedia of music - Vol. 5. Toledo, New York. pp. 33–34
- Jenifer Hesselbrock-Handley, MUSICAL WOMEN: A SUBJECT WORTHY OF STUDY, West Texas A&M University, May 2021.
- Jorid Nordal Baumann, Fontes Artis Musicae, Vol. 61, No. 1 (January-March 2014), pp. 48-50
- Shaw, G B. Shaw's Music. ed D. Laurence. The Bodley Head. Vol 1, pp 654-710
- THE MUSICAL TIMES Source: The Musical Times, Vol. 100, No. 1398 (Aug., 1959), p. 436 Published by: Musical Times Publications Ltd. Stable URL: {{format ref}} https://www.jstor.org/stable/938010